# Edgartown
La ville d'Edgartown est le siège du comté de Dukes, située dans le sud-est de l'île de Martha's Vineyard, au Massachusetts, aux États-Unis.

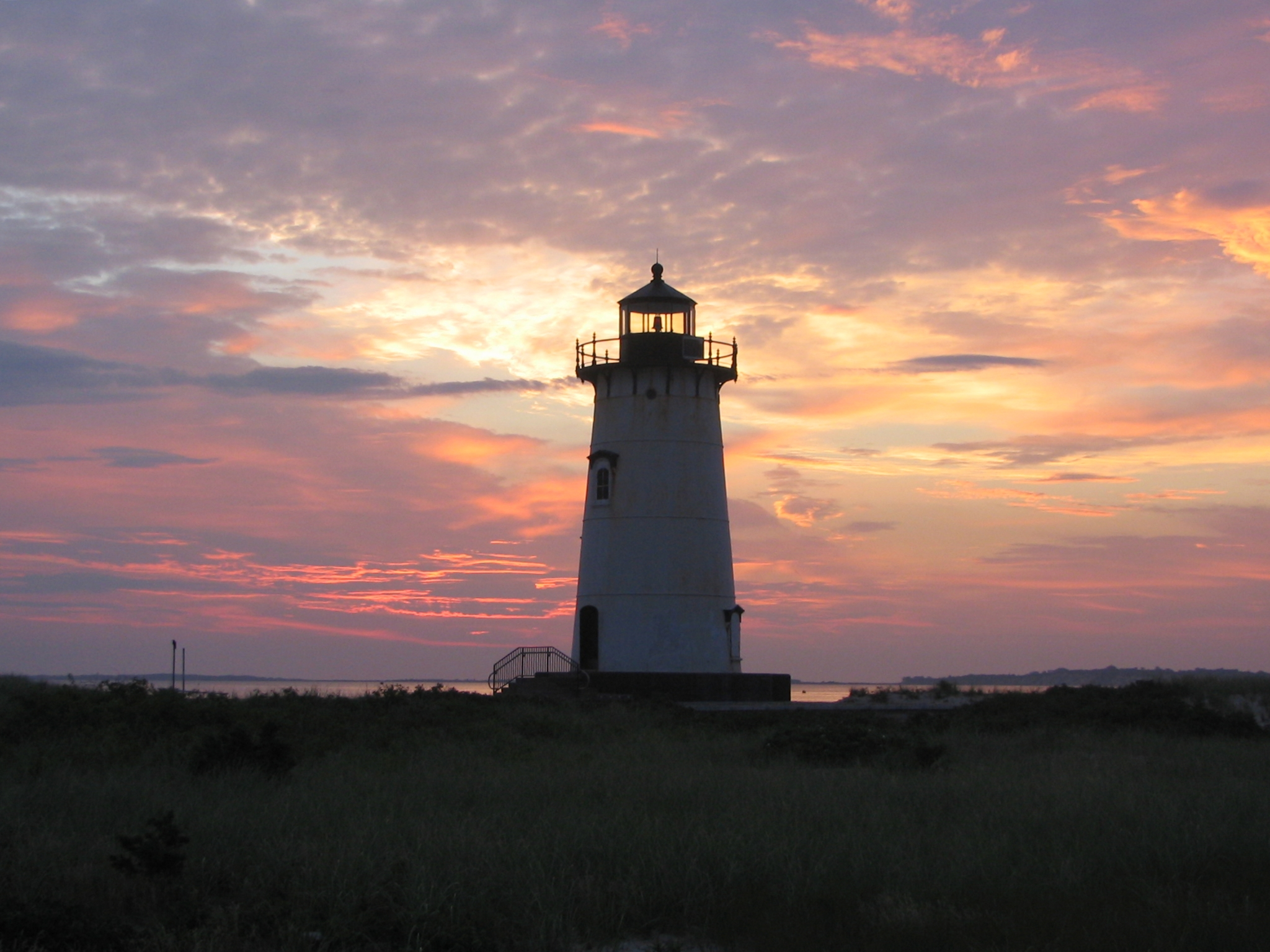

## Démographie
| Groupe            | Edgartown | Massachusetts | États-Unis |
| ----------------- | --------- | ------------- | ---------- |
| Blancs            | 88,3      | 80,4          | 72,4       |
| Autres            | 5,6       | 4,7           | 6,4        |
| Métis             | 2,6       | 2,6           | 2,9        |
| Afro-Américains   | 2,5       | 6,6           | 12,6       |
| Asiatiques        | 0,6       | 5,3           | 4,8        |
| Amérindiens       | 0,5       | 0,3           | 0,9        |
| Total             | 100       | 100           | 100        |
|                   |           |               |            |
| Latino-Américains | 2,4       | 9,6           | 16,7       |

Selon l'American Community Survey, pour la période 2011-2015, 89,31 % de la population âgée de plus de 5 ans déclare parler anglais à la maison, alors que 5,60 % déclare parler le portugais, 2,44 % l'allemand, 0,97 % le français, 0,66 % l'espagnol et 1,02 % une autre langue.

## Personnalités liées
- L'actrice Ruth Gordon y avait une maison d'été où elle est décédée le 29 août 1985[4].
- La sculptrice Enid Yandell y a vécu et enseigné. Elle y fait construire la Branstock School, école pour artistes.